# 선암로
선암로(Seonam-ro)는 울산광역시 남구 선암동 중심부를 연결하는 도로이다.

## 노선 경로
- 선암호수공원삼거리 - 산업로
- 거리 명칭 미상 - 산업로303번길, 선암호수공원교차로